# کافه لاته
کافه لاته (به ایتالیایی: caffè e latte) گونه‌ای نوشیدنی قهوه است از ترکیب اسپرسو با شیر بخارداده‌شده به‌دست می‌آید.
کافه لاته در لغت به معنای قهوه (کافه) و شیر (لاته) می‌باشد و برای تهیهٔ آن قهوهٔ اسپرسو را با شیر داغ یا بخار داده شده ترکیب کرده و رویش را با کف شیر می‌پوشانند. این نوشیدنی معمولاً در فنجان سرو می‌شود.
تفاوت کافه لاته با کاپوچینو معمولاً در نسبت قهوه و مقدار شیر و فوم شیر آن است بدین صورت که در کاپوچینو ۳۰ میل اسپرسو و ۱۵۰ میل شیر بخار داده شده که فوم شیر از ۵ میلیمتر تا ۳ سانتیمتر است اما در کافه لاته ۳۰ میل اسپرسو و ۱۸۰ میل شیر بخار داده شده که فوم شیر از صفر تا ۵ میلیمتر و در ایران پر طرفدار است.